# 伏流水
伏流水（ふくりゅうすい）とは、河川敷や旧河道の下層にある砂礫層、あるいは化石谷内の砂礫層中を流れている地下水（土壌水）で、地表の河川との水理的な関係が強いものをいう。

## 概要
比較的浅い場所にある透水性の高い砂礫層中を流れている。厳密には、扇状地などで河川から離れ、広がって賦存する地下水はこれに含まれない。
日本は、国土が全般的に山岳に富むため、扇状地や火山の麓など伏流水の存在しやすい環境が多く、水質も概ね良い。特に扇状地の扇端部では、自噴する湧水池が見られるほか、伏流水が発達した河川沿いでは浅井戸でも大量の地下水を取水できるため、上水道の有力な泉源となることが多い。
溶岩や石灰岩中の空洞、空隙を流れる地下水は裂罅水（）あるいは岩罅水（）と呼ばれ、伏流水とは区別される。

## 汚染
地表水・表流水と異なり、土壌の影響を受けにくいため、細菌などの検出率が極めて低いことが多いが、近年の日本では、水源の涵養域で経済活動が行われる場所で、伏流水から有機溶剤が検出される例も見られるようになった。例えば、名水百選に選ばれた静岡県柿田川の湧水地からも、産業廃棄物の不法投棄により1990年（平成2年）にトリクロロエチレン（トリクレン）が検出され、一時期は飲用が禁止になった。